# Haykavan (Armavir)
Haykavan (in armeno Հայկավան?, fino al 1946 T'apadibi) è un comune dell'Armenia di 1 348 abitanti (2009) della provincia di Armavir.